# NGC 6096
NGC 6096 é uma galáxia espiral (Sb) localizada na direcção da constelação de Corona Borealis. Possui uma declinação de +26° 33' 34" e uma ascensão recta de 16 horas, 14 minutos e 46,6 segundos.
A galáxia NGC 6096 foi descoberta em 24 de Junho de 1864 por Albert Marth.